# Livin' on Borrowed Time
Livin' on Borrowed Time è un singolo del gruppo post-grunge statunitense Puddle of Mudd, il quarto tratto dal loro album Famous. La canzone ha raggiunto la posizione 15 nella classifica Billboard Mainstream Rock Tracks, ed è stata scritta dal frontman del gruppo Wesley Scantlin.